# 布萊斯·拜爾
布萊斯·愛德華·拜爾（英語：Bryce Edward Bayer，1929年8月15日—2012年11月13日），生於美國緬因州波特蘭，科學家、發明家與工程師，曾在伊士曼柯達公司擔任研發工程師。他於1976年發表了拜爾濾色鏡（Bayer filter），這項專利技術廣泛被應用在現代的數位相機之中，被尊稱為數位影像之父。

## 早年生活與教育
拜爾的父親為奧頓·拜爾（Alton Bayer），母親名為瑪格莉特·威勒·拜爾（Marguerite Willard Bayer）。當他還小時，他就對布朗尼（Brownie camera）及其它相機進行拆卸修理。他在波特蘭長大，就讀當地的迪林高中，在學期間，花費了相當多的時間在此校的暗房。在他過世後，其子大衛（David Bayer）接受紐約時報的訪談時曾說：「事實上是他處理了他高中年刊裡所有的圖片。」。1947年於高中畢業，進入緬因大學，主修物理工程。1951年取得學士學位。
在大學畢業之後，拜爾搬到紐約州羅徹斯特，進入伊士曼柯達公司，擔任研發工程師。他在這間公司持續工作，直到1986年退休。
他在柯達公司裡遇到了研究員喬恩·費茲傑拉（Joan Fitzgerald），兩人於1954年結婚。拜爾進入羅徹斯特大學進修，於1960年獲得工業統計學科碩士學位。

## 拜爾濾色鏡 （）

尚未去馬賽克的拜爾圖案。

1974年，拜爾在柯達公司完成了拜爾濾色鏡的設計，於1975年提交專利申請，並於1976年獲得美國專利，專利編號為3,971,065。此濾色鏡運用像棋盤般排列的"拜爾圖案"（Bayer pattern），將紅、綠、藍色過濾器排列在光傳感器的方格之上，讓數位相機拍攝出栩栩如生的彩色影像。它有一半的過濾器在蒐集綠光，而另一半則是平分蒐集紅光與藍光。
此專利申請描述，拜爾濾色鏡是一種「色彩影像的傳感陣列」，包括交替排列的光度及色度偵測元件……以重覆的圖案呈現，並以光度偵測元件支配此陣列。

拜爾矩陣

前任科達數位相機部門的主任工程師，肯．帕洛斯基（Ken Parulski）在拜爾去世後向紐約時報說：「這個圖案非常單純。」他附和道：「有兩倍於紅或藍色的的綠色元件是為了模仿人類眼睛，以便提供最銳利的全彩影像。」儘管在那之後有一堆替代的圖案發明出來，其中甚至還有一些是他自己的設計-「拜爾圖案已通過時間的考驗。」前任手機相機影像品質標準群的主席賴瑞．史考夫（Larry Scarff）向時報說：「百分之九十九點九九的數位相機 - 手機，口袋相機，網路相機與消費型數位攝影相機 - 都使用拜爾圖案來產生彩色圖片。」而有一位解說員說道，拜爾濾色鏡被認為是「徹底改變我們瀏覽及拍攝影像方法的經典顯著改變」。科達公司的副總經理暨主席技術長，泰瑞．塔伯（Terry Taber）博士說道：「今日每一張拍攝出來的數位影像之後，幾乎都是使用布萊斯·拜爾所發明的簡練色彩技術。」
據羅徹斯特民主黨和紀事報（Democrat and Chronicle）報導，拜爾在此濾色器的貢獻「為一年之後發展首台數位相機舖路。」而首台數位相機的共同發明者，史帝夫．沙松（Steve Sasson）向羅徹斯特報說道：「拜爾的貢獻不僅止是先驅性的，而且也是預見性的。」又接著說：「我們甚至沒有想到這些日子以來的數位相機會如何發展。」「布萊斯試想出如何使用盲色感測器的二維陣列捕捉色彩，而那方法轉變成一個數位影像的基礎。他在問題要我們負責之前解決了這個基本問題。」沙松附加道：「布萊斯對我而言是永遠的英雄。」帕洛斯基對民主黨和紀事報說，他感覺到：「非常榮幸能夠與布萊斯一起工作，從我在柯達公司的第一天上班開始……布萊斯是如此的謙遜與穩重，讓我在一些年後才了解他是多麼的有天賦。」他補充道：「拜爾的發明，是我們得以擁有輕化相機來提供銳利圖像的關鍵原因。」

## 其它專業活動
拜爾對圖學的貢獻，尚有儲存、加強，以及印刷數位影像的演算法，在其中發揮了關鍵作用。

## 勳章與獎狀
英國皇家攝影協會（Royal Photographic Society）於2009年授予拜爾進步勳章，獎勵其「在科學、圖學技術發展，或是成像的廣泛意義之中，任一發明、研究、出版，或其它貢獻上產生了重大進展的表彰」。拜爾亦在2012年從電視電影工程師協會（Society of Motion Picture and Television Engineers）獲得了第一個相機起源與影像獎章（Camera Origination and Imaging Medal）。

## 個人生活與逝世
拜爾與其妻喬恩有兩個兒子及一個女兒，分別為長子道格拉斯（Douglas），次子大衛（David），以及么女潔妮（Janet）。拜爾於2012年11月13日在緬因州巴斯市（Bath City）去世，死因為與痴呆相關的長期疾病。

## 相關文章
- 拜爾濾色鏡